# Federació de Nigèria
La Federació de Nigèria fou una entitat colonial britànica que va substituir la Colònia i Protectorat de Nigèria el 1954. El 1957 es van establir amb plena autonomia dos dels governs regionals, i el govern autònom que va substituir al govern absolut del governador; el 1959 va entrar en funcionament l'autonomia de la tercera regió. L'1 d'octubre de 1960 va esdevenir un estat independent.

## Regions autònomes (1957)
El 1957 la Regió Occidental i la Regió Oriental esdevenien formalment autònomes sota un sistema parlamentari. Un estat similar va ser adquirit per la Regió del Nord o Septentrional dos anys més tard. Hi hi havia diferències nombroses de detall entre els sistemes regionals, però tots adherien a formes parlamentàries i eren igualment autònomes amb relació al govern federal de Lagos. El govern federal va retenir poders especificats, incloent responsabilitat per bancs, moneda, afers externs, defensa, transport marítim i navegació, i comunicacions, però el poder polític real va quedar centrat en les regions. Significativament, els governs regionals van controlar les despeses públiques que derivaven dels ingressos de cada regió.
Les esquerdes ètniques es va intensificar en els anys 1950. Els activistes polítics en les àrees del sud van parlar d'autogovern en termes d'oportunitats educatives i desenvolupament econòmic. A causa de l'extensió de les escoles de les missions i la riquesa derivada de les collites exportades, els partits del sud van ser empesos a polítiques que beneficiarien el sud del país. En el del nord, els emirs van pretendre mantenir un control ferm en el canvi econòmic i polític.
Cap activitat en el nord que podria incloure participació del govern federal (i consegüentment de funcionaris del sud) va ser vista com un desafiament a la primacia dels emirats. Ampliar la participació política i expandir les oportunitats educatives i altres serveis socials també van ser vistos com a amenaces al statu quo. Una població immigrant extensa de meridionals, especialment igbos, ja vivia en el nord; van dominar posicions clericals i era actius en molts comerços.
L'esquerda entre els iorubes i els igbos s'havia accentuat per la seva competència pel control de la maquinària política. El proper final de la presència britànica va habilitar polítics i oficials locals per obtenir accés a feines de govern, fons per desenvolupament local, permisos de mercat, llicències de comerç, contractes de govern, i fins i tot beques per l'alta educació. En una economia amb molts sol·licitants qualificats per cada lloc, es va generar un gran ressentiment per qualsevol favoritisme que les autoritats van mostrar a membres del seu propi grup ètnic.
En el període immediat després de la Segona Guerra Mundial, Nigèria es va beneficiar d'una balança comercial favorable. Tot i que l'ingrés per capita del país globalment era baix pels estàndards internacionals, l'augment dels ingressos entre el personal assalariat i el rebrot de la urbanització va expandir les demandes del consumidor per l'importació de béns.
Mentrestant, el sector públic augmentava la despesa encara més que els ingressos d'exportació. Es feia considerant no només l'ingrés de superàvits agrícoles enormes sinó també per una gamma nova d'impostos directes i indirectes que es van imposar durant els anys 1950. La transferència de responsabilitat de l'administració pressupostària central als governs regionals el 1954 va accelerar el ritme de despesa pública en serveis i per a projectes de desenvolupament. Els ingressos totals dels governs centrals i regionals gairebé es van doblar amb relació al producte interior brut (PIB) durant la dècada.
L'esdeveniment més dramàtic amb un efecte a llarg termini en el desenvolupament econòmic de Nigèria, fou la descoberta i explotació de dipòsits de petroli. La cerca de petroli, començada el 1908 i abandonada uns quants anys més tard, va ser reviscolada el 1937 per la Shell i la British Petroleum. L'exploració va ser intensificada el 1946, però la primera descoberta comercial no va ocórrer fins al 1956, a Olobiri al Delta del Níger. El 1958 l'exportació de petroli nigerià va començar a les instal·lacions construïdes a Port Harcourt. Els ingressos de petroli eren encara insignificants, però les perspectives per la continuació de l'expansió econòmica apareixien brillants i accentuaven les rivalitats polítiques en vistes a la independència.
L'elecció de la Cambra de Representants després de l'adopció de la Constitució de 1954 va donar al Northern Peoples Congress (NPC) un total de setanta-nou escons, tots de la Regió del Nord o Septentrional. Entre els altres partits importants, el National Council of Nigeria and the Cameroons (NCNC) va obtenir cinquanta-sis escons, guanyant una majoria en ambdós regions, l'Oriental i l'Occidental, mentre el Grup d'Acció va capturar només vint-i-set seients. El NPC va ser cridat a formar un govern, però el NCNC va rebre sis de les deu carteres ministerials. Tres d'aquestes carteres van ser assignats a representants de cada regió, i una va ser reservada a un delegat de Western Cameroons.
Com a pas següent cap a la independència, el consell Executiu del governador va ser fusionat amb el Consell de Ministres el 1957 per formar el Consell Executiu Federal Nigerià. El dirigent parlamentari federal del NPC, Balewa, va ser designat primer ministre. Balewa va formar un govern de coalició que va incloure el Grup d'Acció així com el NCNC per preparar el país per la retirada britànica. El seu govern va guiar el país els següents tres anys, operant amb gairebé autonomia completa en afers interns.

## Conferències constitucionals en el Regne Unit (1957-1958)
La preparació d'una nova constitució federal per a una Nigèria independent va ser duta a terme a les conferències que es van celebrar a Lancaster House a Londres el 1957 i 1958, les quals foren presidides per Alan Lennox-Boyd, secretari d'Estat britànic per a les Colònies. Els delegats nigerians van ser seleccionats per representar cada regió i per reflectir diverses opinions. La delegació va ser dirigida per Balewa del NPC i dirigents dels partits inclosos Awolowo del Grup d'Acció, Azikiwe del NCNC, i Bello del NPC; eren també el primers ministres de les regions Occidental i Oriental, i expectant primer ministre de la regió Septentrional, respectivament. La independència va ser acordada per l' 1 d'octubre de 1960.
Es van fer eleccions per una nova Cambra de Representants molt ampliada el desembre de 1959; 174 dels 312 seients van ser destinats a la Regió Septentrional sobre la base de la seva població. El NPC va presentar només candidats en la Regió del nord i es va limitar a fer campanya en gran part sobre assumptes locals però es va oposar a l'addició d'elements nous. El NCNC va patrocinar la creació d'una regió del Midwest i el control federal de l'educació i els serveis de salut.
El Grup d'Acció, el qual va escenificar una campanya viva, va afavorir un govern més fort i l'establiment de tres estats (o regions) nous, mentre defensava la creació d'una Federació d'Àfrica Occidental que uniria a Nigèria amb Ghana i Sierra Leone. El NPC va obtenir 142 escons en la nova legislatura. Balewa fou cridat per encapçalar un govern de coalició del NPC i el NCNC, i Awolowo esdevingué dirigent oficial de l'oposició.

## Nigèria independent (1960)
Per una llei britànica del Parlament, Nigèria esdevenia un país independent (com a reialme dins la Commonwealth) l'1 d'octubre de 1960. Azikiwe va ser designat Governador-General de la federació, representant de la reina, i Balewa va continuar servint com a cap d'un govern parlamentari democràticament elegit, però ara completament sobirà. El Governador-General representava al monarca britànic quant a cap d'estat i va ser designat per la corona per consell del Primer ministre nigerià en consulta amb els primers ministres regionals. El Governador-General era responsable de designar el Primer ministre i d'escollir un candidat d'entre els diversos dirigents quan no hi havia majoria parlamentària. Altrament però el càrrec de Governador-General era essencialment cerimonial.
El govern era responsable davant un Parlament compost dels membres de la Cambra de Representants, 312 membres elegits per sufragi universal, i el Senat, 44 membres, escollits per les legislatures regionals.
En general, les constitucions regionals van seguir el model federal, en estructura i funcionalment. La variant més cridanera era la de la Regió Septentrional, on les provisions especials van portar la constitució regional a estar en consonància amb la costum i la llei islàmica. La semblança entre les constitucions federals i regionals era enganyosa, tanmateix, i la conducta dels afers públics va reflectir diferències prou grans entre les regions.
El febrer de 1961 es va celebrar un plebiscit per determinar el futur del Northern Cameroons i Southern Cameroons, els quals eren administrat per Gran Bretanya com a Territoris el Fideïcomís de les Nacions Unides. Per una majoria aclaparadora, els votants del Southern Cameroons van optar per unir-se a l'anteriorment anomenat Camerun Francès en lloc d'integrar-se a Nigèria. En canvi en el Northern Cameroons, l'electorat en gran part musulmà va escollir fusionar-se amb la regió de Nigèria Septentrional.